# إعادة تهيئة ساغرادا
إعادة تهيئة ساغرادا サクラダリセット (Sakurada Risetto) (بالإنجليزية: Sagrada Reset أو Sakurada Reset)‏ معروفة أيضا باسم إعادة تهيئة ساكورادا, هي رواية خفيفة يابانية كتابة يوتاكو كونو ورسم يو شينا. نشرت السلسلة كادوكاوا شوتين بين 2009 و 2012. ونشرت المانغا في شونن إيس في 2010. مسلسل أنمي تلفزي مكون من 24 حلقة يبث منذ أبريل 5، 2017. وبث أول الجزئين من فيلم الأكشن-الحي في مارس 25، 2017، وجزء الثاني في ماي 13، 2017.

## القصة
القصة تدور في ساكورادا، مدينة حيث الجميع يمتلك قدرات خاصة، بطل القصة كي أساي، فتى بذاكرة صورية. بإلحاح من سوميري سوما، كي يتعرف على ميسورا هاروكي. فتاة صامتة ومنعزلة تستطيع إعادة تهييئ العالم إلى ثلاثة أيام في الماضي. بفضل قدرته، كي يستطيع تذكر وقت التي قامت فيه ميسورا بإعادة التهيئة، ومن تم أقترحت سوميري أن يصبح كي رفيق ميسورا ليساعدها في استعمال قدرتها لأعمال فاضلة وليفعلوا أنضموا إلى نادي خدمات - ناد ينجز مهام التي تعطى له. نادي الخدمات أصبح ملتزما مع مكتب إدارة، منضمة تتحكم بكل القدرات خاصة في ساكورادا وتنسق الحوادث في ساكورادا على حسب تعليماتهم، باستعمال «الساحرة» في منظمة. مجهولة الهوية لنادي الخدمات، انضمامهم مع المكتب دسهم في سلسلة من حوادث التي تعرفها فقط الساحرة.

## الشخصيات
كي أساي (浅井 ケイ Asai Kei)
أداء صوتي: كايتو إيشيكاوا
ميسورا هاروكي (春埼 美空 Haruki Misora)
أداء صوتي: كانا هانازاوا
سمير سوما (相麻 菫 Sōma Sumire)
أداء صوتي: أوي يوكي
توموكي ناكانو (中野 智樹 Nakano Tomoki)
أداء صوتي: تاكويا إغتشي
يوكا موراسي (村瀬 陽香 Murase Yōka)
أداء صوتي: يوي ماكينو
إري أوكا (岡 絵里 Oka Eri)
أداء صوتي: يوكا أيساكا
سيكا نونو (野ノ尾 盛夏 Nono Seika)
أداء صوتي: ساتشيكا ميساوا
ماساموني أوراتشي (浦地 正宗 Urachi Masamune)
ساساني أوكاوا (大川 ササン Okawa Sasane)
يوسكي ساماغامي (坂上 央介 Sakagami Yōsuke)
أداء صوتي: يويتشي إغتشي
ميراي مينامي (皆実 未来 Minami Mirai)
أداء صوتي: يوكي يامادا
شينتارو تسوشيما (津島 信太郎 Tsushima Shintarō)
أداء صوتي: يوجي يودا

## ميديا

### أنمي
مسلسل أنمي مكون من 24 حلقة بث في أبريل 5، 2017. المسلسل من إنتاج ديفيد برودكشن وإخراج شينيا كاواتشورا، كتابة السيناريو لكاتسوهيكو تاكاياما وتصميم شخصيات من تومويوكي شيتايا. أغنية البداية هي "Reset" غناء يوي ماكينو، وأغنية النهاية هي "Tonariau" (トナリアウ) غناء فرقة The Oral Cigarettes.

### الروايات الخفيفة
نشر يوتاكا يونو الروايات، مع رسم يو شينا، في مجلة كادوكاوا شوتين د سنيكر. أول مجلد نشر من مطبعة كادوكاوا سنيكر بونكو في 2009. استمرت السلسلة حتى 2012، أثناء هذا الوقت جمعت في سبع مجلدات. كتب كونو أيضا ست قصص قصيرة للقصة، أربعة جمعوا في المجلد الرابع، بينما الاثنان متبقيان نشروا في موقع الإلكتروني لكادوكاوا د سنيكر.
أعلن عن إعادة طبع الروايات في نفس وقت إعلان عن الأنمي وأفلام الأكشن الحي. أصدر المجلد الأول المعاد طبعه في سبتمبر 2016، من ثم أصدرت مجلدات معاد طبعها أخرى شهريا متتالية. وهيئت رواية جديدة أيضا مرافقة للأنمي والأفلام.

### مانغا
بدء ماساهيرو يوشيهيرا سلسلة مانغا في العدد فبراير 2011 من مجلة شونن مانغا تابعة لكادوكاوا وشونن إيس في دجنبر 2010. السلسلة جمعت في مجلدين، نشروا هما اثنان في نونبر 22، 2011 (ردمك 978-4-04-120011-7 وردمك 978-4-04-120012-4). ، خطط أن تنشر المانغا الثانية مرافقة للأنمي ومشروع الفيلم.

## وصلات خارجية
- الموقع الرسمي
- الموقع الرسمي
- إعادة تهيئة ساغرادا على موقع ANN manga (الإنجليزية)

 (بالإنجليزية)

لم يتم العثور على روابط لمواقع التواصل الاجتماعي.